# Nemaline myopathie
Nemaline myopathie is een aangeboren, neuromusculaire aandoening die erfelijk wordt overgedragen. De ziekte kenmerkt zich door spierzwakte, ademdepressies, slikstoornissen en verminderd spraakvermogen. De ernst van deze symptomen varieert sterk en kan gedurende het hele leven veranderen. De ziekte kan zich op verschillende leeftijden openbaren, soms zelfs voor de geboorte. De prevalentie van nemaline myopathie wordt geschat op 1/50.000 levendgeborenen. Het is de meest voorkomende niet-dystrofische myopathie.
Bij een patiënt met nemaline myopathie komen staafvormige structuren voor in de spierweefsels. Voor diagnosticeren van de ziekte wordt via een biopt een stukje spierweefsel onderzocht op deze staafjes. De staafjes zijn slechts een bijproduct van het ziekteproces en veroorzaken zelf geen disfuncties. Nemaline myopathie wordt veroorzaakt door een mutatie in een van ten minste elf genen, veelal het NEB-gen of het KBTBD13-gen.
Mensen met nemaline myopathie ervaren gewoonlijk een vertraagde motorische ontwikkeling. Zwakte kan optreden in alle skeletspieren, zoals de spieren in de armen, benen, romp, nek, keel en gezicht. De zwakte is meestal ernstiger in de proximale spieren dan in de distale spieren. De oogspieren blijven meestal onaangetast. Volwassen kunnen ademhalingsproblemen ontwikkelen.
Nemaline myopathie verkort de levensverwachting, vooral bij de meer ernstige vormen. Hoewel er nog geen geneesmiddelen bestaan, kan proactieve zorg het getroffen individu in staat stellen een actief leven te leiden.